# Карлентіні
Карлентіні (італ. Carlentini, сиц. Carruntini) — муніципалітет в Італії, у регіоні Сицилія,  провінція Сиракуза.
Карлентіні розташоване на відстані близько 560 км на південний схід від Рима, 175 км на південний схід від Палермо, 33 км на північний захід від Сиракузи.
Населення — 17 901 особа (2014).

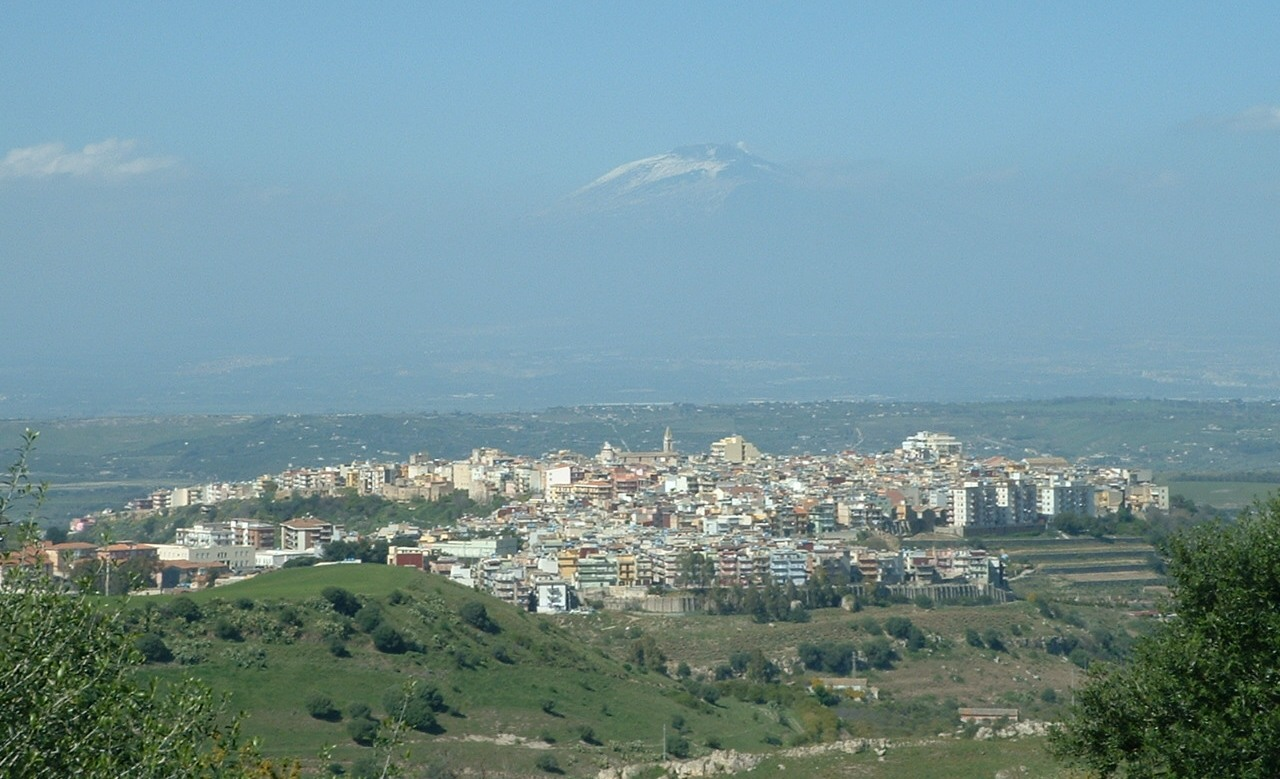

Щорічний фестиваль відбувається 13 грудня та четвертої неділі серпня. Покровитель — Santa Lucia.

## Демографія
Населення за роками:

Станом на 1 січня 2023 року в муніципалітеті офіційно проживали 273 іноземці з 44 країн, серед них 145 громадян країн Євросоюзу та 9 громадян України.

## Сусідні муніципалітети
- Аугуста
- Буккері
- Катанія
- Ферла
- Франкофонте
- Лентіні
- Меліллі
- Сортіно